# Bilal Yousif
Belal Yousef (Arabic:بلال يوسف) (sinh ngày 25 tháng 5 năm 1995) là một cầu thủ bóng đá người Các Tiểu vương quốc Ả Rập Thống nhất. Hiện tại anh thi đấu cho Al-Sharjah.